# Hymenolobium alagoanum
Hymenolobium alagoanum es una especie de planta floral del género Hymenolobium, tribu Dalbergieae, subfamilia, Faboideae.

## Distribución
Se distribuye por Brasil. Crece en el bioma tropical.

## Taxonomía
Fue descrita por Ducke y publicada en Arch. Jard. Bot. Rio de Janeiro 3: 60 (1922).
Sinónimos homotípicos
- Hymenolobium nitidum var. minus Benth. in C.F.P.von Martius & auct. suc. (eds.), Fl. Bras. 15(1): 274 (1862).[2]

Taxones infraespecíficos
- Hymenolobium alagoanum var. alagoanum.[2]
- Hymenolobium alagoanum var. parvifolium H.C.Lima.[2]